# Pendlebury
Pendlebury è un quartiere di Salford nella contea della Grande Manchester, in Inghilterra, già frazione di Swinton fino al 1974.